# Echinotheridion elicolum
Echinotheridion elicolum är en spindelart som beskrevs av Claude Lévi 1963. Echinotheridion elicolum ingår i släktet Echinotheridion och familjen klotspindlar.
Artens utbredningsområde är Venezuela. Inga underarter finns listade i Catalogue of Life.